# 安景林
安景林（1939年—），男，山东新泰人，中华人民共和国传媒人物，曾任中央人民广播电台台长。